# Oscaruddelingen 1954
Oscaruddelingen 1954 var den 26. oscaruddeling, hvor de bedste film fra 1953 bled hædret af Academy of Motion Picture Arts and Sciences. Uddelingen blev afholdt 25. marts i Los Angeles og New York. 
Filmen Herfra til evigheden instrueret af Fred Zinnemann blev aftenens helt store vinder, med 13 nomineringer og vinder af 8 oscars. Walt Disney vandt 4 oscars, og var dermed den enkeltperson der havde modtaget flest priser under sammen uddeling.

## Priser
| Bedste Film præsenteret af Cecil B. DeMille | Bedste Instruktør præsenteret af Irene Dunne |
| --- | --- |
| - Herfra til evigheden - Julius Caesar - Men jeg så ham dø - Prinsessen holder fridag - Shane, den tavse rytter | - Fred Zinnemann – Herfra til evigheden - George Stevens – Shane, den tavse rytter - Charles Walters – Lili - Billy Wilder – Bag pigtråd i Stalag 17 - William Wyler – Prinsessen holder fridag |
| Bedste Mandlige Hovedrolle præsenteret af Shirley Booth | Bedste Kvindelige Hovedrolle præsenteret af Gary Cooper |
| - William Holden – Bag pigtråd i Stalag 17 - Marlon Brando – Julius Caesar - Richard Burton – Men jeg så ham dø - Montgomery Clift – Herfra til evigheden - Burt Lancaster – Herfra til evigheden | - Audrey Hepburn – Prinsessen holder fridag - Leslie Caron – Lili - Ava Gardner – Mogambo - Deborah Kerr – Herfra til evigheden - Maggie McNamara – Månen er blå |
| Bedste Mandlige Birolle præsenteret af Mercedes McCambridge | Bedste Kvindelige Birolle præsenteret af Walter Brennan |
| - Frank Sinatra – Herfra til evigheden - Eddie Albert – Prinsessen holder fridag - Brandon deWilde – Shane, den tavse rytter - Jack Palance – Shane, den tavse rytter - Robert Strauss – Bag pigtråd i Stalag 17 | - Donna Reed – Herfra til evigheden - Grace Kelly – Mogambo - Geraldine Page – ...man kaldte ham 'Hondo' - Marjorie Rambeau – Torch Song - Thelma Ritter – Primadonna |
| Bedste Manuskript præsenteret af Kirk Douglas | Bedste Historie og Manuskript præsenteret af Kirk Douglas |
| - Herfra til evigheden – Daniel Taradash - Havet sletter alle spor – Eric Ambler - Lili – Helen Deutsch - Shane, den tavse rytter – A. B. Guthrie, Jr. - Prinsessen holder fridag – Ian McLellan Hunter og John Dighton | - Titanic – Charles Brackett, Walter Reisch og Richard Breen - Let på tå – Betty Comden and Adolph Green - Take the High Ground – Millard Kaufman - Ørkenrotterne – Richard Murphy - Død eller levende – Sam Rolfe og Harold Jack Bloom |
| Bedste Historie præsenteret af Kirk Douglas | Bedste Korte Animationsfilm præsenteret af Keefe Brasselle og Marilyn Erskine |
| - Prinsessen holder fridag – Dalton Trumbo - Little Fugitive – Ray Ashley, Morris Engel and Ruth Orkin - Kaptajnens paradis – Alec Coppel - Det frygtelige ansvar – Beirne Lay, Jr. | - Toot, Whistle, Plunk and Boom – Walt Disney - Christopher Crumpet - From A to Z-Z-Z-Z - Rugged Bear - The Tell Tale Heart |
| Bedste Dokumentar præsenteret af Elizabeth Taylor og Michael Wilding | Bedste Korte Dokumentar præsenteret af Elizabeth Taylor og Michael Wilding |
| - Den levende ørken - The Conquest of Everest - A Queen Is Crowned | - The Alaskan Eskimo - The Living City - Operation Blue Jay - They Planted a Stone - The Word |
| Bedste Kortfilm, One-Reel præsenteret af Keefe Brasselle og Marilyn Erskine | Bedste Kortfilm, Two-Reel præsenteret af Keefe Brasselle og Marilyn Erskine |
| - Overture to The Merry Wives of Windsor - Johnny Green - Christ Among the Primitives - Vincenzo Lucci-Chiarissi - Herring Hunt - National Film Board of Canada - Joy of Living - Boris Vermont - Wee Water Wonders - Jack Eaton | - Bear Country - Walt Disney - Ben and Me - Walt Disney - Return to Glennascaul - Dublin Gate Theatre Productions - Vesuvius Express - Otto Lang - Winter Paradise - Cedric Francis |
| Bedste Drama- eller Komediemusik præsenteret af Arthur Freed | Bedste Musicalmusik præsenteret af Arthur Freed |
| - Lili – Bronislau Kaper - This Is Cinerama – Louis Forbes - Det frygtelige ansvar – Hugo Friedhofer - Julius Caesar – Miklos Rozsa - Herfra til evigheden – Morris Stoloff and George Duning | - Call Me Madam – Alfred Newman - Let på tå – Adolph Deutsch - Vestens vildkat' – 'Ray Heindorf - Dr. T's 5000 fingre – Frederick Hollander og Morris Stoloff - Kiss Me Kate – André Previn og Saul Chaplin |
| Bedste Sang præsenteret af Arthur Freed | Bedste Lydoptagelse præsenteret af Jack Webb |
| - "Secret Love" fra Vestens vildkat – Musik af Sammy Fain; Tekst af Paul Francis Webster - "The Moon Is Blue" fra Månen er blå – Musik af Herschel Burke Gilbert; Tekst af Sylvia Fine - "My Flaming Heart" fra Small Town Girl – Musik af Nicholas Brodszky; Tekst af Leo Robin - "Sadie Thompson's Song" fra Regn – Musik af Lester Lee; Tekst af Ned Washington - "That's Amore" fra Af vejen, drenge! – Musik af Harry Warren; Tekst af Jack Brooks | - Herfra til evigheden – John P. Livadary, Columbia Studio Sound Department - Ridderne af det runde bord – A. W. Watkins, MGM Studio Sound Department - Klodernes kamp – Loren L. Ryder, Paramount Studio Sound Department - Ilden i blodet – Leslie I. Carey, Universal-International Studio Sound Department - Vestens vildkat – William A. Mueller, Warner Bros. Studio Sound Department                                                                                               |
| Bedste Scenografi, Sort og Hvid præsenteret af Marge og Gower Champion | Bedste Scenografi, Farver præsenteret af Marge og Gower Champion |
| - Julius Caesar – Cedric Gibbons, Edward Carfagno, Edwin B. Willis og Hugh Hunt - Martin Luther – Fritz Maurischat og Paul Markwitz - Prinsessen holder fridag – Hal Pereira og Walter Tyler - Dyrekøbt lykke – Lyle Wheeler, Leland Fuller og Paul S. Fox - Titanic – Lyle Wheeler, Maurice Ransford og Stuart Reiss | - Men jeg så ham dø – Lyle Wheeler, George Davis, Walter M. Scott og Paul S. Fox - Tre slags kærlighed – Cedric Gibbons, Preston Ames, Edward Carfagno, Gabriel Scognamillo, Edwin B. Willis, Keogh Gleason, Arthur Krams og Jack D. Moore - Lili – Cedric Gibbons, Paul Groesse, Edwin B. Willis og Arthur Krams - Kongens datter, Elizabeth I – Cedric Gibbons, Urie McCleary, Edwin B. Willis og Jack D. Moore - Ridderne af det runde bord – Alfred Junge, Hans Peters og John Jarvis |
| Bedste Fotografering, Sort og Hvid præsenteret af Lex Barker og Lana Turner | Bedste Fotografering, Farver præsenteret af Lex Barker og Lana Turner |
| - Herfra til evigheden – Burnett Guffey - Martin Luther – Joseph C. Brun - Himmelsengen – Hal Mohr - Prinsessen holder fridag – Frank Planer and Henry Alekan - Julius Caesar – Joseph Ruttenberg | - Shane, den tavse rytter – Loyal Griggs - Duellen på havets bund – Edward Cronjager - Alle brødrene var tapre – George Folsey - Lili – Robert Planck - Men jeg så ham dø – Leon Shamroy |
| Bedste Kostumer, Sort og Hvid | Bedste Kostumer, Farver |
| - ''Prinsessen holder fridag – Edith Head - The Actress – Walter Plunkett - Dream Wife – Helen Rose and Herschel McCoy - Herfra til evigheden – Jean Louis - Himmelsengen Charles LeMaire og Renie Conley | - Men jeg så ham dø –Charles LeMaire og Emile Santiago - Let på tå – Mary Ann Nyberg - Call Me Madam – Irene Sharaff - Tre piger søger en millionær – Charles LeMaire og William Travilla - Kongens datter, Elizabeth I – Walter Plunkett |
| Bedste Klipning præsenteret af Esther Williams | Bedste Visuelle Effekter præsenteret af Merle Oberon |
| - Herfra til evigheden – William Lyon - Klodernes kamp – Everett Douglas - Månen er blå – Otto Ludwig - Prinsessen holder ferie – Robert Swink - Crazylegs – Irvine (Cotton) Warburton | - Klodernes kamp |

### Ærespriser
præsenteret af Charles Brackett
- Pete Smith
- Twentieth Century-Fox Film Corporation
- Joseph I. Breen
- Bell and Howell Company

### Irving G. Thalberg Memorial Award
præsenteret af David O. Selznick
- George Stevens

## Eksterne Henvisninger
- Oscars legacys hjemmeside
- Oscaruddelingen 1954 på Internet Movie Database (engelsk)